# Plants vs. Zombies Heroes
Plants vs. Zombies Heroes (с англ. — «Растения против Зомби: Герои») — коллекционная мобильная карточная игра, анонсированная 10 марта 2016 года через официальный канал YouTube PopCap Games и выпущенный в некоторых странах в тот же день. 18 октября 2016 года игра была выпущена во всем мире (кроме Китая) на iOS и Android.

## Игровой процесс
Игра представляет собой непрерывную битву между двумя силами — растениями и зомби.
В Plants vs. Zombies Heroes каждый начинает игру с 40 карточками, которые были выбраны предварительно. Однако здесь игрок воюет не за самого себя, а за героя, которого он тоже выбрал перед началом раунда.  Игровая площадка имеет пять полос, некоторые из которых могут быть приподняты или заполнены жидкостью. Карточка может быть помещена в любую пустую полосу. Только карточки-«амфибии» могут быть размещены в заполненных жидкостью полосах. Каждая карта имеет разную стоимость и, как и в предыдущих играх в серии, игрок, играющий за растений использует солнце в качестве валюты, а играющий за зомби использует мозги. Каждый игрок и карта имеет определенное количество здоровья, и будут побеждены, если его потеряют. У некоторых карт есть урон, отнимающий очки здоровья у противников.

## Восприятие
| Сводный рейтинг       | Сводный рейтинг |
| Агрегатор             | Оценка          |
| --------------------- | --------------- |
| Metacritic            | 87/100          |
| Русскоязычные издания |                 |
| Издание               | Оценка          |
| «Игры Mail.ru»        | 8/10            |

Plants vs. Zombies Heroes получила в основном положительные оценки от критиков, она имеет балл 87 из 100 на Metacritic.